# Forbundsdagsvalget 1976
Forbundsdagsvalget i Tyskland i 1976 var valget til den 8. tyske Forbundsdag og blev afholdt den 3. oktober det år.
Resultatet af valget var at regeringskoalitionen bestående af SPD og FDP under ledelse af Helmut Schmidt blev siddende.

## Resultater
|  | Parti  | Partilistestemmer | Procent (ændring) | Procent (ændring) | Pladser (ændring) | Pladser (ændring) | Procent af pladser |
|  | ------ | ----------------- | ----------------- | ----------------- | ----------------- | ----------------- | ------------------ |
|  | SPD    | 16 099 019        | 42,6 %            | −3,2 %            | 214               | −16               | 43,1 %             |
|  | CDU    | 14 367 302        | 38,0 %            | +2,8 %            | 190               | +13               | 38,3 %             |
|  | CSU    | 4 027 499         | 10,6 %            | +1,0 %            | 53                | +5                | 10,7 %             |
|  | FDP    | 2 995 085         | 7,9 %             | −0,5 %            | 39                | −2                | 7,9 %              |
|  | Andre  | 333 595           | 0,9 %             |                   | 0                 |                   | 0,0 %              |
|  | Totalt | 37 822 500        | 100,0 %           |                   | 496               | ±0                | 100,0 %            |

Valgdeltagelsen var på 90,7 %.